# Symphorostola encomias
Symphorostola encomias är en fjärilsart som beskrevs av Meyrick '. Symphorostola encomias ingår i släktet Symphorostola och familjen plattmalar. Inga underarter finns listade i Catalogue of Life.